# Lac de Cristal
Pour les articles homonymes, voir Cristal.
Le lac de Cristal est un lac de l'île principale des îles Kerguelen, dans les Terres australes et antarctiques françaises (TAAF). Il est situé sur la presqu'île Joffre à 48 mètres d'altitude.